# سيروليموس
سيروليموس ويعرف أيضا بالإسم راپاميسين rapamycin، وهو عقار ماكروليد مضاد للمناعة يستخدم لمنع رفض الأعضاء في عمليات زرع الأعضاء، وهو مفيد بصفة خاصة في عمليات زرع الكلي. وهو يمنع تفعيل الخلايا التائية والخلايا البائية بإحباط استجابتها إلى انترلوكين-2 (آإل-2).
و كماكرولايد فقد أكتشف سيروليموس أولا كناتج بكتيرى لبكتيريا متسلسلة قؤوبة في عينة من التربة من جزيرة إيستر — وهي جزيرة معروفة أيضا باسم رابا نوي، ومن هنا جاءت التسمية. .ويتم تسويقه تحت الاسم التجاري  Rapamune  من وايث.
وقد طور سيروليموس أصلا باعتباره عامل مضاد للفطريات.ومع ذلك، تم التخلي عن هذا الاستخدام عندما أكتشف أنه يمتلك خصائص قوية مضادة للمناعة.

## دراسة تأثيره على الشيخوخة
خلال دراسة نشرت في مجلة "نيتشر إيجينغ"، وجد الباحثون، أن العقار أدى إلى إبطاء تطور التغيرات المرضية المرتبطة بالتقدم في العمر في القناة الهضمية عند إناث الذباب فقط، وخلصوا إلى أن الجنس البيولوجي هو عامل حاسم في فاعلية الأدوية المضادة للشيخوخة. واكتشف الباحثون أن العقار يزيد من نشاط نظام إعادة التدوير الداخلي للخلايا المعوية في إناث ذباب الفاكهة، ولاحظ الباحثون أن العقار يزيد من وتيرة الالتهام الذاتي، وهي عملية التخلص من فضلات الخلية، في الخلايا المعوية الأنثوية.
وفي الفئران، أثبتت الدراسات أن إعطاء العقار بكميات صغيرة يساعد على تثبيط بروتين يسمى "mTOR" الأمر الذي ساعد على تنظيم استجابة الخلايا في إناث الفئران للمغذيات والتوتر والهرمونات وعلاج الأضرار.

## الهامش
1. 1 2 3 4 5 6 7 8 9 10 11 12 13 14 15 16 17 18 19 20 21 22 23 24 25  Simon Maskell; Munir Pirmohamed (4 Mar 2022). "A reference set of clinically relevant adverse drug-drug interactions". Scientific Data (بالإنجليزية). 9 (1). DOI:10.1038/S41597-022-01159-Y. ISSN:2052-4463. PMID:35246559. QID:Q123478206.
2. 1 2 3 4 5  Simon Maskell; Munir Pirmohamed (4 Mar 2022). "A reference set of clinically relevant adverse drug-drug interactions". Scientific Data (بالإنجليزية). 9 (1). DOI:10.1038/S41597-022-01159-Y. ISSN:2052-4463. PMID:35246559. QID:Q123478206.
3. 1 2 3 4 5  Simon Maskell; Munir Pirmohamed (4 Mar 2022). "A reference set of clinically relevant adverse drug-drug interactions". Scientific Data (بالإنجليزية). 9 (1). DOI:10.1038/S41597-022-01159-Y. ISSN:2052-4463. PMID:35246559. QID:Q123478206.
4. 1 2  Drug Indications Extracted from FAERS، DOI:10.5281/ZENODO.1435999، QID:Q56863002
5. ↑  Vézina C, Kudelski A, Sehgal SN (1975). "Rapamycin (AY-22,989), a new antifungal antibiotic". J. Antibiot. ج. 28 ع. 10: 721\u20136. PMID:1102508. {{استشهاد بدورية محكمة}}: تجاهل المحلل الوسيط |شهر= لأنه غير معروف، ويقترح استخدام |تاريخ= (مساعدة)صيانة الاستشهاد: أسماء متعددة: قائمة المؤلفين (link)
6. ↑  Pritchard DI (2005). "Sourcing a chemical succession for cyclosporin from parasites and human pathogens". Drug Discovery Today. ج. 10 ع. 10: 688–691. DOI:10.1016/S1359-6446(05)03395-7. PMID:15896681.

## وصلات خارجية
- Rapamune official website نسخة محفوظة 29 أغسطس 2005 على موقع واي باك مشين.